# Butuan
Butuan, tên chính thức là Thành phố Butuan (tiếng Butuan: Dakbayan hong Butuan; tiếng Cebuano: Dakbayan sa Butuan; tiếng Filipino: Lungsod ng Butuan), là một "thành phố đô thị hoá cao độ" và là trung tâm cấp vùng của vùng Caraga, Philippines. Theo điều tra nhân khẩu năm 2015, thành phố có 337.063 cư dân.
Thành phố từng là kinh đô của Vương quốc Butuan từ trước năm 1001 cho đến năm 1756. Thành phố khi đó từng nổi tiếng với ngành chế tác vàng và thuyền trên khắp quần đảo Philippines, có giao dịch với Chăm Pa, Đại Minh, Srivijaya, Majapahit, và bờ biển Bengal. Thành phố nằm tại phần đông bắc của thung lũng Agusan, Mindanao, trải dài ven sông Agusan. Về phía bắc, tây và nam của thành phố là tỉnh Agusan del Norte, về phía đông là tỉnh Agusan del Sur và phía tây bắc là vịnh Butuan.
Butuan là tỉnh lị của tỉnh Agusan del Norte cho đến năm 2000, khi tỉnh lị được chuyển đến thành phố Cabadbaran. Trong các mục đích thống kê và địa lý, thành phố Butuan được đưa vào tỉnh Agusan del Norte, song thành phố này được cai quản độc lập với tỉnh.

## Khí hậu
Butuan có khí hậu là Rừng mưa nhiệt đới (Köppen climate classification Af).
| Dữ liệu khí hậu của Butuan, Agusan del Norte (1981–2010, extremes 1980–2012) | Dữ liệu khí hậu của Butuan, Agusan del Norte (1981–2010, extremes 1980–2012) | Dữ liệu khí hậu của Butuan, Agusan del Norte (1981–2010, extremes 1980–2012) | Dữ liệu khí hậu của Butuan, Agusan del Norte (1981–2010, extremes 1980–2012) | Dữ liệu khí hậu của Butuan, Agusan del Norte (1981–2010, extremes 1980–2012) | Dữ liệu khí hậu của Butuan, Agusan del Norte (1981–2010, extremes 1980–2012) | Dữ liệu khí hậu của Butuan, Agusan del Norte (1981–2010, extremes 1980–2012) | Dữ liệu khí hậu của Butuan, Agusan del Norte (1981–2010, extremes 1980–2012) | Dữ liệu khí hậu của Butuan, Agusan del Norte (1981–2010, extremes 1980–2012) | Dữ liệu khí hậu của Butuan, Agusan del Norte (1981–2010, extremes 1980–2012) | Dữ liệu khí hậu của Butuan, Agusan del Norte (1981–2010, extremes 1980–2012) | Dữ liệu khí hậu của Butuan, Agusan del Norte (1981–2010, extremes 1980–2012) | Dữ liệu khí hậu của Butuan, Agusan del Norte (1981–2010, extremes 1980–2012) | Dữ liệu khí hậu của Butuan, Agusan del Norte (1981–2010, extremes 1980–2012) |
| Tháng                                                                        | 1                                                                            | 2                                                                            | 3                                                                            | 4                                                                            | 5                                                                            | 6                                                                            | 7                                                                            | 8                                                                            | 9                                                                            | 10                                                                           | 11                                                                           | 12                                                                           | Năm                                                                          |
| ---------------------------------------------------------------------------- | ---------------------------------------------------------------------------- | ---------------------------------------------------------------------------- | ---------------------------------------------------------------------------- | ---------------------------------------------------------------------------- | ---------------------------------------------------------------------------- | ---------------------------------------------------------------------------- | ---------------------------------------------------------------------------- | ---------------------------------------------------------------------------- | ---------------------------------------------------------------------------- | ---------------------------------------------------------------------------- | ---------------------------------------------------------------------------- | ---------------------------------------------------------------------------- | ---------------------------------------------------------------------------- |
| Cao kỉ lục °C (°F)                                                           | 35.4 (95.7)                                                                  | 35.3 (95.5)                                                                  | 35.8 (96.4)                                                                  | 37.8 (100.0)                                                                 | 37.8 (100.0)                                                                 | 37.6 (99.7)                                                                  | 37.7 (99.9)                                                                  | 36.1 (97.0)                                                                  | 36.4 (97.5)                                                                  | 36.3 (97.3)                                                                  | 35.5 (95.9)                                                                  | 35.2 (95.4)                                                                  | 37.8 (100.0)                                                                 |
| Trung bình ngày tối đa °C (°F)                                               | 30.2 (86.4)                                                                  | 30.8 (87.4)                                                                  | 31.8 (89.2)                                                                  | 33.1 (91.6)                                                                  | 33.7 (92.7)                                                                  | 33.1 (91.6)                                                                  | 32.6 (90.7)                                                                  | 32.9 (91.2)                                                                  | 32.9 (91.2)                                                                  | 32.4 (90.3)                                                                  | 31.7 (89.1)                                                                  | 30.8 (87.4)                                                                  | 32.2 (90.0)                                                                  |
| Trung bình ngày °C (°F)                                                      | 26.3 (79.3)                                                                  | 26.6 (79.9)                                                                  | 27.3 (81.1)                                                                  | 28.3 (82.9)                                                                  | 28.9 (84.0)                                                                  | 28.5 (83.3)                                                                  | 28.2 (82.8)                                                                  | 28.4 (83.1)                                                                  | 28.3 (82.9)                                                                  | 28.0 (82.4)                                                                  | 27.5 (81.5)                                                                  | 26.9 (80.4)                                                                  | 27.8 (82.0)                                                                  |
| Tối thiểu trung bình ngày °C (°F)                                            | 22.5 (72.5)                                                                  | 22.5 (72.5)                                                                  | 22.8 (73.0)                                                                  | 23.5 (74.3)                                                                  | 24.2 (75.6)                                                                  | 24.0 (75.2)                                                                  | 23.7 (74.7)                                                                  | 23.9 (75.0)                                                                  | 23.7 (74.7)                                                                  | 23.6 (74.5)                                                                  | 23.4 (74.1)                                                                  | 22.9 (73.2)                                                                  | 23.4 (74.1)                                                                  |
| Thấp kỉ lục °C (°F)                                                          | 18.3 (64.9)                                                                  | 17.5 (63.5)                                                                  | 18.5 (65.3)                                                                  | 20.0 (68.0)                                                                  | 18.0 (64.4)                                                                  | 18.5 (65.3)                                                                  | 17.5 (63.5)                                                                  | 19.0 (66.2)                                                                  | 19.0 (66.2)                                                                  | 20.0 (68.0)                                                                  | 18.5 (65.3)                                                                  | 18.5 (65.3)                                                                  | 17.5 (63.5)                                                                  |
| Lượng mưa trung bình mm (inches)                                             | 318.0 (12.52)                                                                | 225.0 (8.86)                                                                 | 145.4 (5.72)                                                                 | 109.7 (4.32)                                                                 | 115.5 (4.55)                                                                 | 154.0 (6.06)                                                                 | 143.9 (5.67)                                                                 | 105.6 (4.16)                                                                 | 126.3 (4.97)                                                                 | 178.4 (7.02)                                                                 | 197.9 (7.79)                                                                 | 238.2 (9.38)                                                                 | 2.057,9 (81.02)                                                              |
| Số ngày mưa trung bình (≥ 0.1 mm)                                            | 21                                                                           | 16                                                                           | 16                                                                           | 13                                                                           | 14                                                                           | 17                                                                           | 16                                                                           | 13                                                                           | 14                                                                           | 16                                                                           | 18                                                                           | 20                                                                           | 194                                                                          |
| Độ ẩm tương đối trung bình (%)                                               | 88                                                                           | 85                                                                           | 84                                                                           | 82                                                                           | 82                                                                           | 83                                                                           | 84                                                                           | 82                                                                           | 82                                                                           | 84                                                                           | 86                                                                           | 88                                                                           | 84                                                                           |
| [ cần dẫn nguồn ]                                                            |                                                                              |                                                                              |                                                                              |                                                                              |                                                                              |                                                                              |                                                                              |                                                                              |                                                                              |                                                                              |                                                                              |                                                                              |                                                                              |